# Bormida di Millesimo
Lunga 102 km la Bormida di Millesimo costituisce il ramo sorgentizio occidentale del fiume Bormida, considerata da molti il corso principale dello stesso fiume essendo il ramo della Bormida più lungo e ricco d'acqua.

## Il corso del fiume
Nasce in Liguria, in provincia di Savona, dal Colle Scravaion (807 m), bagna Bardineto, Calizzano, Murialdo, Millesimo. 
Poco dopo Millesimo esce dalle Alpi Liguri, bagna Cengio, poi entra in Piemonte nelle Langhe in provincia di Cuneo e bagna Saliceto, Camerana, Monesiglio, Gorzegno, Levice, Torre Bormida, e Cortemilia dove riceve l'Uzzone, poco dopo entra in provincia di Asti e bagna Vesime, Cessole, Loazzolo, Bubbio, Monastero Bormida, Sessame, poi confluisce con la Bormida di Spigno al confine tra la provincia di Asti e la provincia di Alessandria nel comune di Bistagno.

## Affluenti principali
- Sinistra idrografica:
  - rio Nero;
  - rio di Valle;
  - rio di Vetria;
  - Zemola.
- Destra idrografica:
  - rio del Gambero;
  - Frassino;
  - Osiglietta;
  - Uzzone;
  - Tatorba d'Olmo;
  - Tatorba di Monastero.